# (182222) 2000 YU1
(182222) 2000 YU1, também escrito como (182222) 2000 YU1, é um objeto transnetuniano que está localizado no cinturão de Kuiper, uma região do Sistema Solar. Este corpo celeste está em uma ressonância orbital de 4:7 com o planeta Netuno. O mesmo possui uma magnitude absoluta de 7,0 e tem um diâmetro estimado com cerca de 175 km.

## Descoberta
(182222) 2000 YU1 foi descoberto no dia 16 de dezembro de 2000 pelos astrônomos Matthew J. Holman, Brett James Gladman e T. Grav.

## Órbita
A órbita de (182222) 2000 YU1 tem uma excentricidade de 0,099, possui um semieixo maior de 43,568 UA e um período orbital de cerca de 289 anos. O seu periélio leva o mesmo a uma distância de 39,244 UA em relação ao Sol e seu afélio a 47,891 UA.